# Yoga Kundalini Upanishad
Yoga Kuṇḍalinī  Upanishad ou Yoga Kuṇḍalinī Upaniṣad (« La puissance du serpent ») est l'une des vingt upaniṣad appartenant au groupe des Yoga Upaniṣad. Le canon Muktikā l'associe au  Krishna Yajur Veda. Cette upaniṣad mineure est classée quatre-vingt sixième dans ce canon.